# الحيوانات في الأساطير

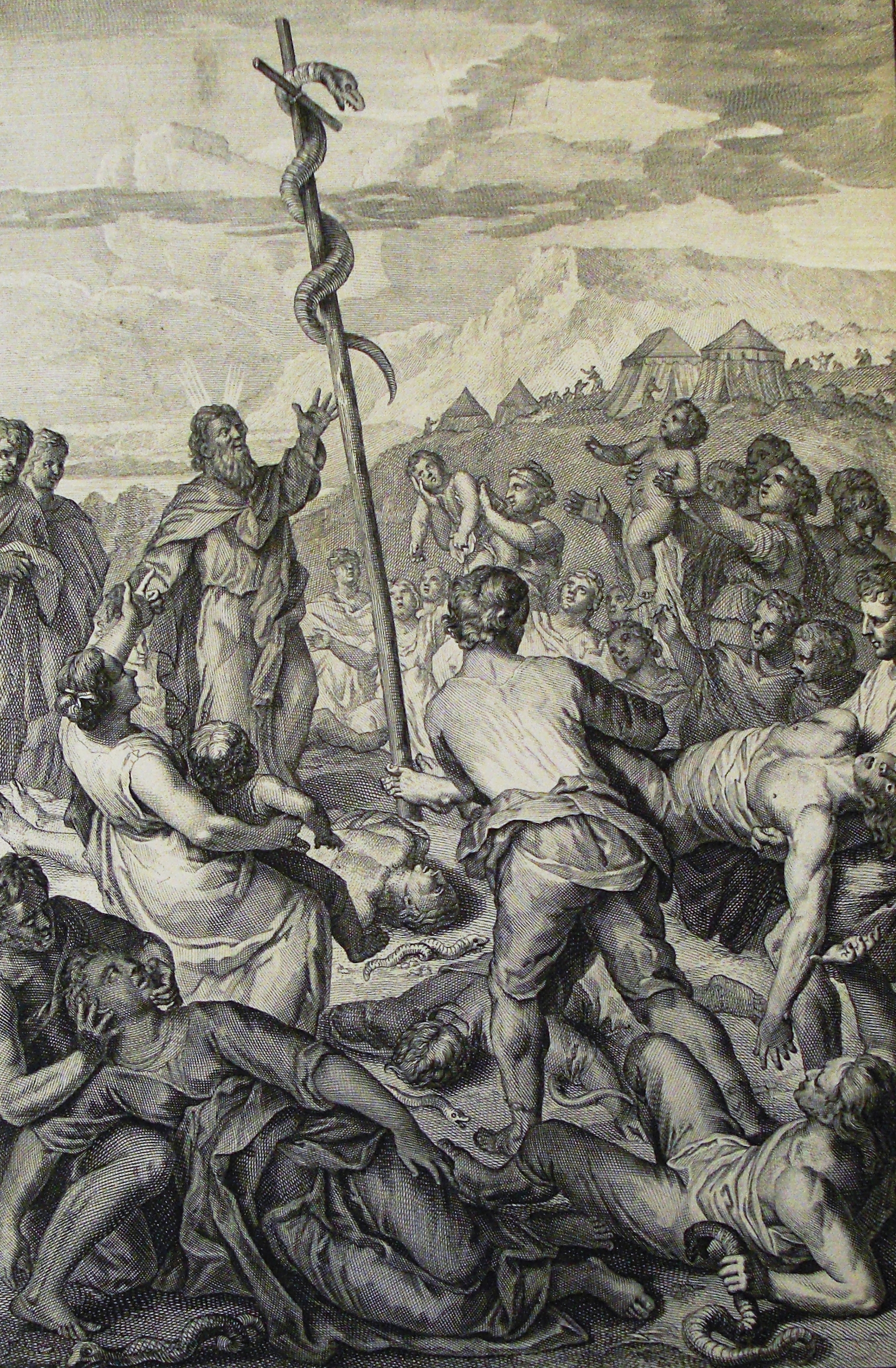
لدغ الإسرائيليون بواسطة الثعابين النارية (كتاب الأرقام الفصل 21). طبعة من مجموعة فيليب مدهورست برسومات الكتاب المقدس.

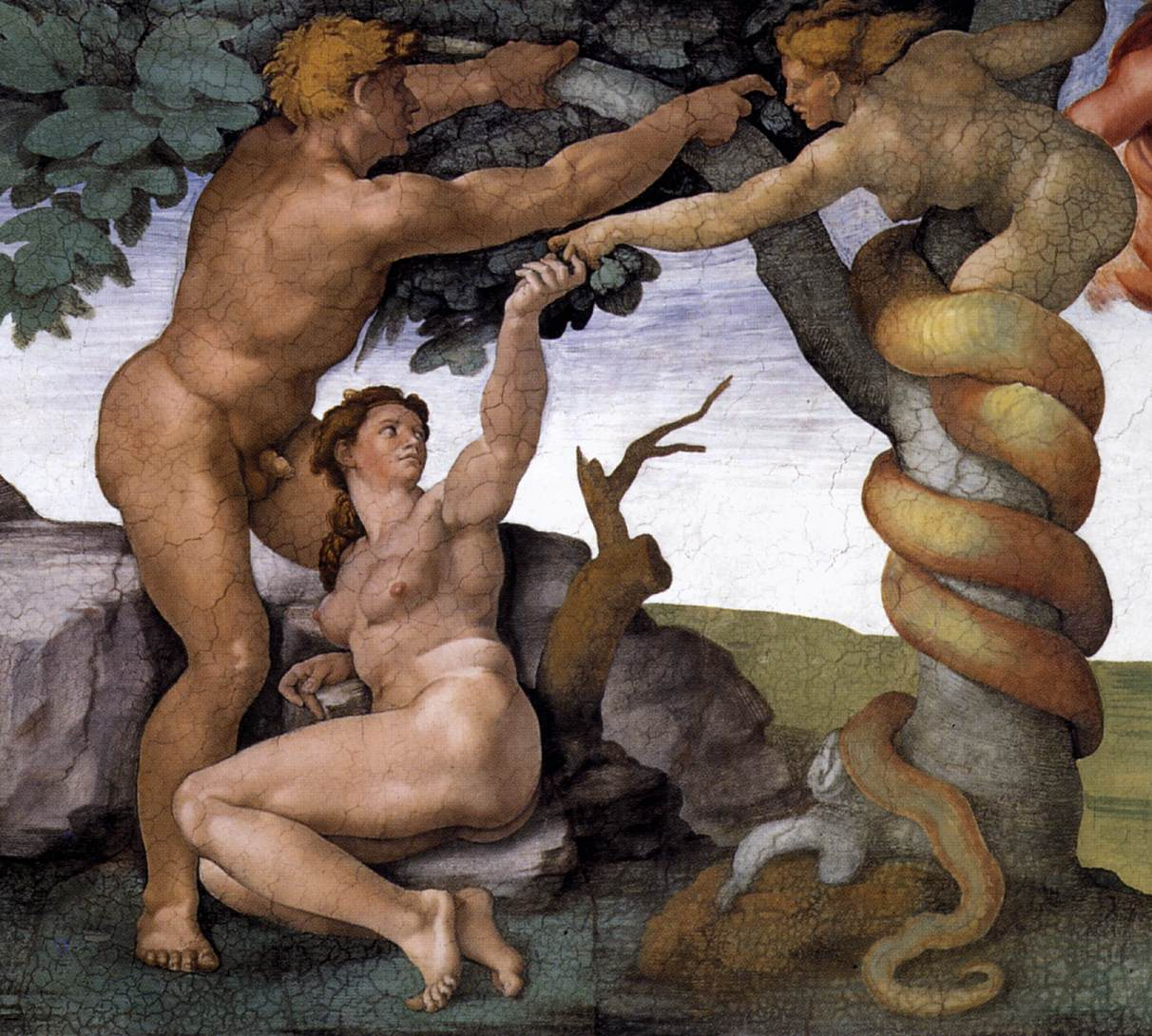
في تفسير مايكل أنجلو لسقوط الإنسان في كنيسة سيستين، تم تصوير ثعبان الجنة على أنها هجين إنسان ثعبان.

الحيوانات في الميثولوجيا (بالإنجليزية: Animals in Mythology)‏ منذ بداية تاريخ البشرية، عاش الناس على اتصال وثيق مع الحيوانات - عادةً كصيادين ومزارعين - وطوروا خرافات وأساطير عنها. تلعب جميع أنواع المخلوقات (الحيوانية)، من الفهود الشرسة إلى العناكب الصغيرة، أدوارًا مهمة في الأساطير. يمكن أن تعطي الأسطورة معنى خاصًا أو صفاتا غير عادية للحيوانات الشائعة مثل الضفادع والدببة. ومع ذلك، فإن الكائنات الأخرى الموجودة في الخرافات، مثل الوحوش ذات الرؤوس الكثيرة والتنانين وحيدات القرن، لم تكن موجودة في العالم الواقعي.
استطاع الحيوان أن يشغل مخيّلة الإنسان منذ العصور الغابرة، ولعلّ أوّل محطّة تستوقفنا في مسيرة الحياة البشرية هي مشهد من مشاهد بداية الخليقة، يشاء القدر فيها أن يتتلمذ الإنسان على يد الحيوان ويفقه التعامل مع جسدٍ فارقَ الحياة، وقد صورت هذه الحادثة في أجمل معانيها منبئة بهول الموقف الذي واجهه الإنسان أمام ظاهرة الموت وسلوك الغراب اتجاه هذه الظاهرة، في قوله عز وجل: «… فبعث الله غرابا يبحث في الأرض ليريه كيف يواري سوءة أخيه قال: يا ويلتي أعجزت أن أكون مثل هذا الغراب فأواري سوءة أخي؟ فأصبح من النّادمين …».
ويأبى هذا المجتمع الحيوانيّ أن يغادر سفينة نوح في حادثة الطّوفان قبل أن يترك بصماته على نفسية الإنسان وتفكيره حتّى غدا يواجه الطّبيعة وأسرارها متوسّلا بالحيوان ليفسّر ما خفي عليه من معانيها إلى درجة أنّه وهب لهذه الحيوانات في خضم مغامراته التّخيّلية الأولى أوصافا وقوى خارقة ارتقت إلى مراتب الآلهة  على مرّ العصور.

## أساطير التحول

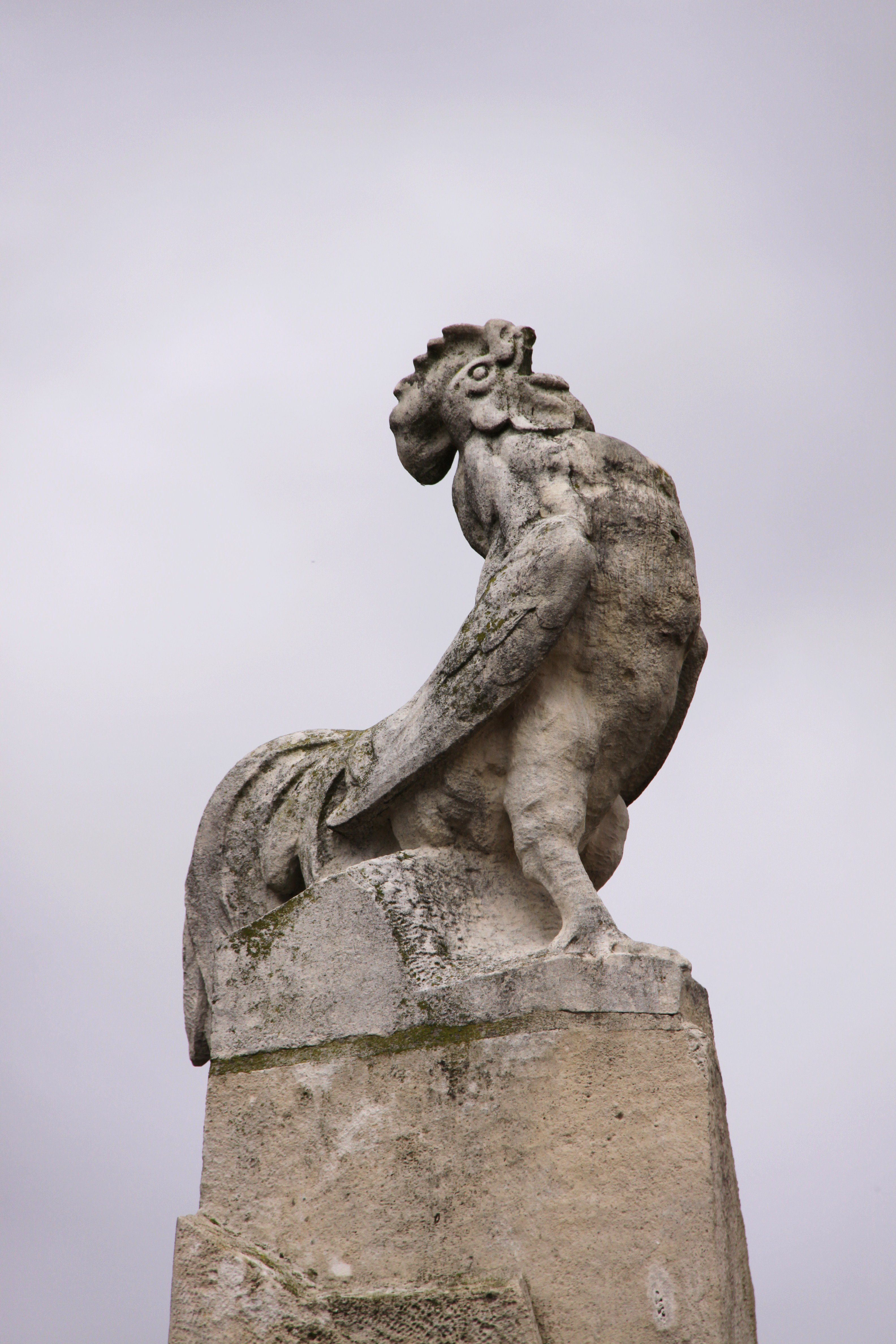
الديك الغالي على رأس نصب تذكاري للحرب في لاروشيل

تكشف العديد من الخرافات العلاقات بين البشر والحيوانات. قد يتحدث الناس مع الحيوانات أو يحاربونها أو حتى يتزوجونها. تؤدي الحيوانات في بعض الأحيان خدمات للبشر، بما في ذلك توجيههم عبر العالم السفلي أو مساعدتهم في إكمال المهام. مجموعة واحدة من الخرافات التي تتضمن حيوانات لها علاقة بالتحولات، أو التغيرات، التي تحدث للإنسان فيتحول إلى حيوان أو العكس. وتركز الأساطير الأخرى على العلاقة الوثيقة بين الناس والحيوانات.
أساطير التحول هي التي يتحول فيها الإنسان إلى حيوان ما بسبب سحر أو لعنة... فحينما تقبّل الأميرة الضفدع المسحور يصبح أميرًا وسيمًا، حيث تخبرنا الحكاية الخيالية بأنها ستعيش «في سعادة أبدية». تحدث مثل هذه التحولات، التي يتحول فيها الناس إلى حيوانات أو الحيوانات إلى أشخاص، في الخرافات والأساطير من جميع أنحاء العالم. إن أساطير التحول تدور حول تجاوز الحد الذي يميز الإنسان عن باقي الكائنات الأخرى في العالم.

### التحول في الأساطير الأمريكية
تصف الأساطير الأمريكية الأصلية في الزمن الماضي، عندما كانت الحدود بين الناس والحيوانات أقل حدة، كانت التحولات تجري بحرية أكبر. وهو ما يعرف باسم تحول الهيئة أو (التجسد). كانت الدببة قريبة بشكل خاص من البشر، وفي بعض قصص الأمريكيين الأصليين، تظهر الدببة كأشخاص يرتدون معاطف مصنوعة من فرو الدببة. يروي شعب تسيمشيان (المعروف بـ CHIM-shee-an) في جنوب ألاسكا والساحل الشمالي لكولومبيا البريطانية عن Asdiwal، وهو شاب يتبع دبًا أبيضا يصعد جبلًا إلى السماء، فيكتشف أن الوحش هو في الواقع امرأة جميلة ترتدي جلد الدب، فيتزوجها.

### التحول عند الإغريق والرومان
اعتقد الإغريق والرومان القدماء أن الآلهة يمكن أن تجعل الحدود الفاصلة بين المخلوقات والبشر مرنة بشكل كبير جدا. وكمثال عمل التحولات لأوفيد Ovid هي مجموعة من الأساطير اليونانية والرومانية عن البشر الذين حولتهم الآلهة إلى حيوانات ونباتات. وتشمل الأساطير الصينية والسلافية قصصًا لأشخاص يتحولون إلى ذئاب ضارية، بسبب قوة شريرة.

### التحول عند الأسكتلنديين
لدى الأسكتلنديين قصص حول السلخ (SEL-keez)، المخلوقات البحرية التخيلية التي تشبه الفقمة وتتخذ شكلًا بشريًا، وتتزوج من رجال ونساء، ثم تعود إلى البحر. في الواقع، فإن موضوع زوجات أو أزواج الحيوانات يأتي مرارًا وتكرارًا في الأساطير. يروي الأمريكيين الأصليين عن فتيات متزوجات دببة والرجال الذين يتزوجون الغزلان. تذكر قصص الإسكيمو والصينية النساء الجميلات والمغريات اللواتي يتحولن إلى ثعالب تمويه. في إحدى قصص الإسكيمو، تدخل امرأة إلى منزل صياد وهو في الخارج، فتطبخ له وتبقى معه لبعض الوقت، لكنها في النهاية تضع جلد الثعلب وتختفي. حكاية الحسناء والوحش المعروفة هي نسخة حديثة من أسطورة زواج الحيوان الذي لا يمكن أن يخفي شكله الوحشي روحه النبيلة.

### السحرة والتحول
في بعض الأحيان يتم فرض التحولات على الناس من قبل المشعوذين، أو السحرة، أو كعقاب على الإساءة للآلهة قسرا. أما عندما يسعى الناس طوعًا إلى التحول، يمكن أن يكون التغيير دليلا أو مؤشرا على القوة والإرادة. في العديد من المجتمعات، كان يُعتقد أن الأفراد الذين يطلق عليهم الشامان يتمتعون بقدرات خارقة للطبيعة، بما في ذلك القدرة على التواصل مع الحيوانات أو تحويل أنفسهم إلى حيوانات. قيل إن الشامان في أمريكا الجنوبية قادرين على تغيير أنفسهم إلى جاكوار.

## الروابط مع الحيوانات

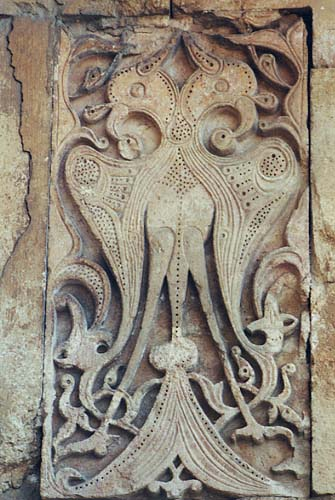
حلية طيور ذات الرأسين في نقش مسجد الجامع الكبير ومستشفى ديفري (القرن الثالث عشر)

غالبًا ما تُبرز الخرافات والأساطير والحكايات الشعبية الروابط الوثيقة بين الناس والحيوانات. يُعتقد في غرب إفريقيا وعند الأميركيون الأصليون، على سبيل المثال، أن لكل شخص علاقة سحرية أو روحية بحيوان معين يمكن أن يعمل كوصي أو مصدر للحكمة أو مصدر إلهام. من بين هنود السهول في أمريكا الشمالية، كان على الأفراد أن يكتشفوا حيواناتهم الروحية من خلال تجربة باطنية تسمى السعي وراء الرؤية. بعض الديانات الأمريكية الأصلية في أمريكا الوسطى تشمل ديانة الناغوالnagualism (NA-wal-ism)، وهي فكرة أن حياة كل شخص مرتبطة بحيوان أو كائن يسمى ناغوال nagual. في حالة إصابة أو قتل الناغوال، فإن الشخص يعاني أو يموت. تقول إحدى الأساطير إن الشعراء الأصليين قاتلوا إلى جانب الأمريكيين الأصليين ضد غزو الإسبان قبل قرون.
في بعض الأحيان، تشعر العائلة أو العشيرة أو المجتمع بأكمله بتعلق خاص بنوع معين من الحيوانات، وعادة ما يكون هذا الحيوان بمثابة سلف (جد أعلى) أو حامي ومدافع. هذه العلاقة تُدعى الطوطمية، وهي تسيطر على المجموعات وعلى سلوكهم. يُحظر على الصيادين أحيانًا قتل حيوان الطوطم الخاص بمجموعتهم، على سبيل المثال بين الأمريكيين الأصليين في شمال غرب المحيط الهادئ، يرتبط كل من القندس والنسر والغراب والحوت القاتل بعشائر معينة. يعرض الناس هويتهم وحالتهم على أعمدة الطوطم، والتي هي أعمدة طويلة تعتبر كسجلات لهم تنحت عليها أمورهم وصور للحيوانات الأسطورية. الأعمدة الطوطمية هي علامة مدخل القرية، وتوضع عند مواقع قبور المشايخ، وفي منزل كل عشيرة أو قبيلة.
في العديد من المجتمعات، اعتقد الناس أن الشامان كان لديهم مساعدين حيوانات تقودهم خلال عالم خارق للطبيعة (عجائبي أو روحي). تشبه هذه الفكرة الصورة الشائعة لحيوان «مألوف» للسحرة - وهو عادةً قطة سوداء - تمنح الساحر قوى معينة. كان لدى الديانات الإفريقية التقليدية تجمعات (طوائف) سرية قامت بطقوس شملت ارتداء جلد الفهد. اعتقد الرجال في هذه التجمعات السرية أنهم حصلوا على قوة النمر عن طريق أداء هذه الطقوس. تقدم الحيوانات نصائح مفيدة للناس العاديين في العديد من الأساطير. بشكل عام، أولئك الذين يتجاهلون نصيحة (مشورة) الحيوان سيفشلون في تحقيق غايتهم.
في العديد من الثقافات هناك أساطير عن أطفال بشرية تربيهم الحيوانات. زعم الرومان أن أم الذئاب قد رعت أجدادهم (أسلافهم) الأسطوريين، رومولوس وريموس. قصة طرزان، الذي ربته القِرَدَة الأفريقية، هي نسخة حديثة من هذه الأسطورة القديمة التي أنشأها إدغار رايس بوروز في أوائل القرن العشرين.

## أدوار الحيوان في الخرافات والأساطير

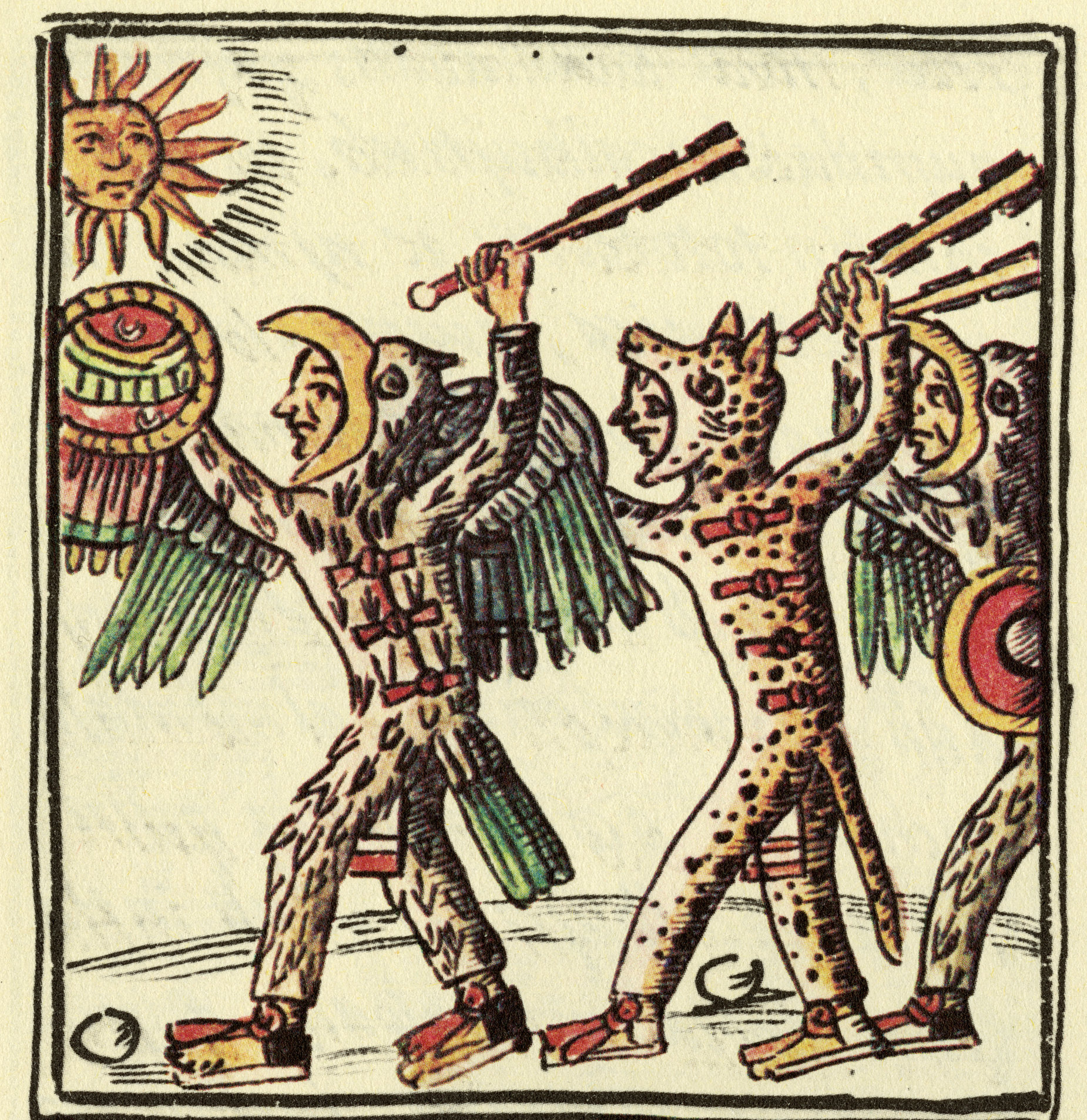
محارب جاكوار ازتيك

تشغل الحيوانات مجموعة واسعة من الأدوار في الخرافات والأساطير. تشرح العديد من القصص الدور الذي تلعبه الحيوانات في خلق العالم أو في جلب النار للبشر أو الأدوات أو المهارات الزراعية. تحكي قصص الحيوانات أيضًا كيف أصبحت الأمور كما هي عليه أو كيف حصلت الحيوانات على مظهرها أو خصائصها. تقول قصة هنود سينيكا، على سبيل المثال، أن الأشرطة على ظهر السنجاب كانت في الأصل خدوش.

### الآلهة والخالقون والأبطال
في بعض التقاليد الأسطورية، تأخذ الآلهة شكل الحيوان. صوَّر المصريون القدماء آلهتهم كحيوانات أو كبشر مع رؤوس الحيوانات. باستيت (Bast-Bastet)، على سبيل المثال، كانت إلهة برأس قط أسود، وحورس (Horus) إله برأس صقر. على الرغم من أن الحيوانات الخارقة مثل بيغاسوس Pegasus، الحصان المجنح في الأساطير اليونانية، لم يكن إلها بحد ذاته، إلا أنه غالبًا ما يكون خالقا أو منح الصلاحية لذلك أو هو مصونا من قبل الآلهة.
بعض الخرافات تربط الحيوانات بخلق العالم. تقاليد آسيا وأمريكا الشمالية الأصلية تضع الأرض على ظهر سلحفاة هائلة. تقول أساطير إفريقيا وأماكن أخرى أن الأرض تشكلت من جسد ثعبان ضخم أو أسندته. تقول بعض الأساطير أن سيماء الأرض، مثل البحيرات أو الأخاديد، كانت محفورة بواسطة حيوانات أو (وحوش) أسطورية.
ترتبط الحيوانات بأصول الإنسان وكذلك بأصل العالم. اعتقدت العديد من العشائر (القبائل) الأمريكية الأصلية أنها تنحدر من الحيوانات، وشعب ياو في جنوب الصين ترجع أصولهم إلى الجد الكلب. ساعدت الحيوانات أيضًا في تشكيل الوجود الإنساني من خلال العمل كرسول للآلهة. تحكي الأسطورة الإفريقية أن الآلهة أرسلت حيوانين إلى الأرض، أحدهما يحمل رسالة الحياة الأبدية، والآخر يجلب الموت. وصل رسول الموت أولاً، وهو ما يفسر موت الناس. يقول الهنود الحمر في أمريكا الشمالية أن أفعى الجرسية جلبت الموت إلى العالم.
يمكن للحيوانات أن تلعب دورًا إيجابيًا أيضًا، حيث تقدم للناس هدايا الحضارة. الأساطير الأفريقية المختلفة، على سبيل المثال، تحكي عن كلب، شمبانزي، دبور، وفرس النبي يحضرون النار للناس. يعتقد شعب بامبارا في مالي أن الظبي المقدس قد علّم الناس الزراعة منذ زمن بعيد. تظهر أساطير Zuni و Navajo أن الحيوانات تتصرف بشكل بطولي نيابة عن الناس. في الأساطير الصينية، تؤدي القرود أفعال شجاعة. في أساطير المايا، لديهم موهبة فنية، لا سيما في الكتابة والنحت.

## الرمزية

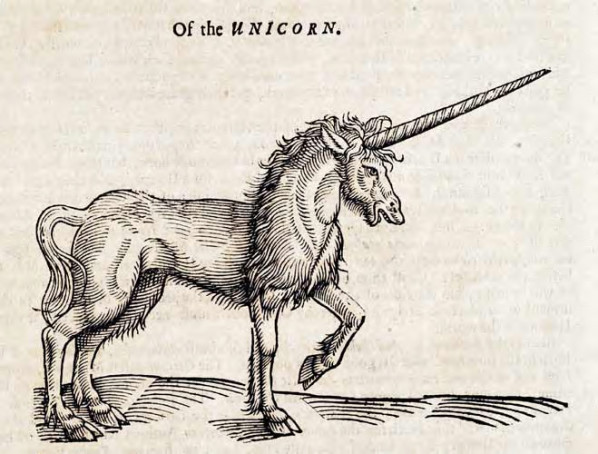
حصان وحيد القرن الأسطوري

تظهر الحيوانات في بعض الأحيان في الخرافات والأساطير كرموز لبعض الخصائص التي يعتقد أنها تمثلها. إن العبارات الشائعة مثل «ماكر كثعلب» أو «شجاع كأنثى أسد» هي أمثلة يومية لممارسة استخدام الحيوانات لتمثيل الصفات الإنسانية. غالبًا ما يظهر الكلب كرمز للولاء في الخرافات والأساطير، والنمر يرمز إلى السلطة والحيوية. في أساطير سلتيك، يرمز الخنزير للحرب، وصورت صورته على الخوذات والعملات المعدنية. تحتوي العديد من الثقافات على قصص تقدم فيها الشخصيات الحيوانية التي تمثل الصفات الإنسانية دروسًا أخلاقية.
يمكن أن تكون الحيوانات أيضًا رموزًا للآلهة. رأى الناس على نحو تقليدي أن البومة حكيمة أو أنها تمثل الحكمة. لذلك، كانت أثينا، إلهة الحكمة اليونانية، غالبًا ما تظهر ومعها مينيرفا البومة. وبالمثل، يمكن أن تمثل الدلافين وجود إله البحر بوسيدون.

### المحتالون والمخادعون
تتميز العديد من الخرافات بحيوانات مخادعة أو محتالة، ومؤذية وغير متوقعة السلوك والذين يستخدمون المكر أو السحر أو الذكاء لخداع الآخرين. على الرغم من أن بعض المحتالين والمخادعين يمرحون بالخداع وحسب، فإن البعض الآخر يتصرف بطرق ضارة. في بعض الأحيان، يقعون في سوء أفعالهم فيخدعون أنفسهم. قد تعمل صلاحياتهم السحرية المحدودة على إظهار القوى الأكبر للآلهة.
في الأساطير الأمريكية الأصلية، فإن المحتال أو المخادع الأكثر شهرة هو الذئب، الذي لديه القدرة على اتخاذ شكل الإنسان. واحدة من الحيل المفضلة لديه تنطوي على التنكر كصياد من أجل النوم مع زوجة الصياد. تحتوي العديد من الأساطير الأفريقية على عنكبوت (أنانسي) محتال أو سلحفاة أو الأرنب الذي يستخدم المكر للتغلب على حيوانات أكبر أو أكثر قوة. أحضر الأفارقة حكايات عن المحتال إلى الولايات المتحدة، حيث أصبحت في نهاية المطاف شعبية مثل شخصية Brer Rabbit.

### الوحوش

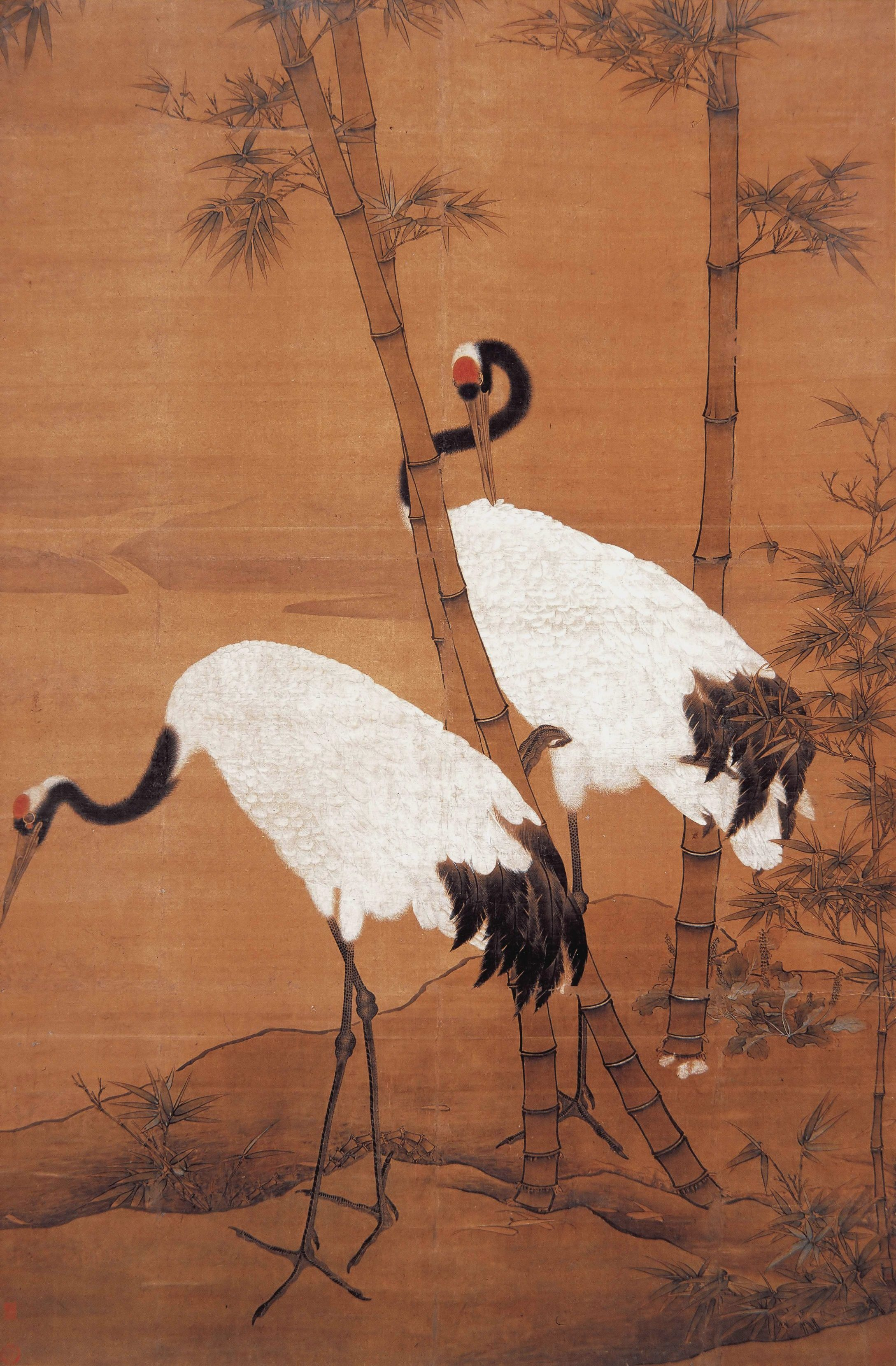
الخيزران والغرنوقي

من البحر الوحش العظيم الذي يدعى لوياثان في الكتاب المقدس وحتى السحلية المتحولة غودزيلا في أفلام الخيال العلمي الحديثة، تظهر الحيوانات الوحشية في أنواع كثيرة من الخرافات. تمثل الوحوش أحلك مخاوفنا: الفوضى، أو الاضرابات، والفناء الذي لا يمكن السيطرة عليه. الوحش هو أكثر من مجرد حيوان كبير أو شرس. إنه شيء غير طبيعي، شيء يخرق قوانين المجتمع والعالم الطبيعي.
قد يكون حيوان وحشي ببساطة بسبب حجمه الغير الطبيعي. معظم الوحوش المروعة لا تتوافق مع أي شيء معروف في العالم الحقيقي. غالبًا ما تكون هجينة، مخاليط من أنواع مختلفة، والتي تمثل نوعًا آخر غير واضح المعالم بالنسبة للمعالم الطبيعية المعروفة. التنانين، على سبيل المثال، تظهر عادةً على هيئة ثعبان أو زواحف بأجنحة الخفافيش وأحيانًا برأس يشبه رأس الحصان. في بعض التقاليد، يكون للتنانين رؤوس متعددة أو القدرة على تغيير الشكل.
المخلوقات الهجينة الأخرى تشمل غرفين (حيوان خرافي)، مخلوق مع رأس في المقدمة، وولديه أجنحة النسر وجسده، وسيقان الأيل، وذيل الأسد. يمثل كيتزالكواتل Quetzalcoatl ، وهو إله المايا وتول تك وأزتيك، ويعني «الثعبان ذو الريش»، إنه ثعبان وجزء طائر وإنه هجين أفعى. بالإضافة إلى ذلك، فإن أقزام وسط أفريقيا يروون قصصاً عن لقاءات مع ديناصور حي، وحش بحجم فيل برقبة طويلة وبشرة رمادية بنية.
بعض الهجن هي خليط مدموج من الحيوانات والإنسان. فالقنطور هو نصف رجل، نصف حصان؛ وآكل النمل الشوكي Echidna هي امرأة ثعبان. ومانتیکور manticore هو جزء إنسان، وجزء أسد، وجزء تنين؛ وساتير هو رجل له ملامح تشبه ملامح (الماعز)، بما في ذلك ذيل الماعز، وآذان الماعز. في الأساطير، غالبًا ما يكون للمخلوقات الهجينة صفات تنقسم بين الخير والشر، بناء على هيئتها (مظهرها).

## الحيوانات الشائعة في الأساطير

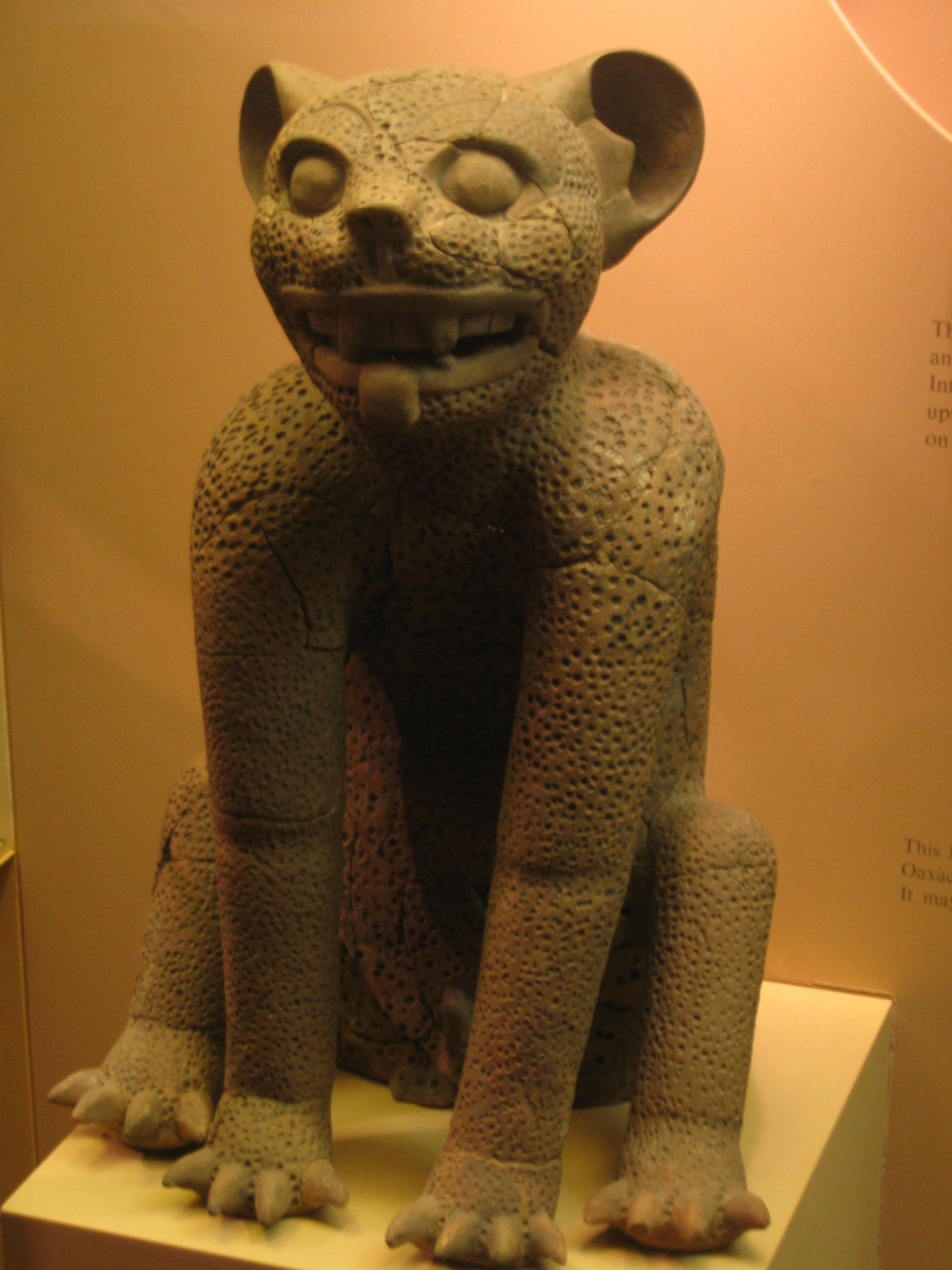
طين جاكوار من مونت ألبان، مؤرخ مؤقتًا من عام 200 قبل الميلاد إلى عام 600 ميلاديًا. الارتفاع: 56 سم (22 بوصة)

تظهر بعض الحيوانات بشكل متكرر في الخرافات والأساطير الخاصة بالثقافات المختلفة، وغالبًا ما يكون لها معانٍ مختلفة. الثعابين أو الأفاعي، على سبيل المثال، يمكن أن تكون مفيدة أو ضارة. اعتبر الرومان أرواح الثعابين بمثابة حماية لمنازلهم. وهنود الهوبي، الذين يعيشون في جزء جاف من الجنوب الغربي الأمريكي، لديهم قصص عن ثعبان مائي يرتبط بالينابيع. نظرًا لأن الثعبان يلقي جلده أثناء نموه، فإن بعض الثقافات تعتبره رمزًا للنهضة وتربطه بالشفاء.
في الكتاب المقدس، الأفعى هي مخلوق غادر يقدم آدم وحواء للخطيئة. تحكي أسطورة يابانية عن ثعبان ضخم له ثمانية رؤوس يحبس أميرة في سجن. تلعب الأفاعي والتنانين الشبيهة بالأفعى دور الوصي الشرير في العديد من القصص الأخرى. الثور حيوان آخر يظهر في العديد من الأساطير. يمكن أن يمثل إما طاقة هائلة وقوة أو قدرة مخيفة. في الأساطير السلتية، كان الثور علامة على الحظ الجيد والخصوبة. في العديد من الأساطير اليونانية، ارتبط الثيران بالموت والدمار. في أوقات مختلفة، قتل البطل ثيسيوس كلاً من الثور الوحشي الذي كان يدمر حقول المزارعين، ومينوتور الوحش الخطير نصف رجل ونصف ثور. بين الأمريكيين الأصليين وخصوصا تقاليد صيد الجاموس القديمة، تركز الأساطير على خصوبة الجاموس وكرمه. ويقال أيضا أن للجاموس السيطرة على شؤون الحب وتحديد عدد الأطفال الذين سوف تنجبهم المرأة.

### الثور
لدى شعب سلتيك، جعل الثور للشدة والمقاومة والقوة. إذ تحكي الأساطير الأيرلندية عن وحشين شهيرين، هما ثور كوناخت ذو القرن الأبيض وبراون بول أوف أولستر. كان كل من حكام كوناخت وأولستر يتفاخرون بحجم ثيرانهم. ومع ذلك، قال البعض أن الآلهة قد أرسلت الثيران إلى أيرلندا لتسبب المتاعب. في النهاية، التقى الثيران في معركة شرسة اندلعت في جميع أنحاء أيرلندا. وفاز براون بول ولكن بعد ذلك توفي. جلبت وفاة اثنين من الثيران السحرية السلام بين كوناخت وأولستر.
دور الكلاب
والكلاب تظهر دائما تقريبا في الخرافات والأساطير في دور إيجابي. قصص الأمريكيين الأصليين تصور الكلب عمومًا كرمز للصداقة والولاء. في الأساطير اليونانية والرومانية، كانت الكلاب في كثير من الأحيان بمثابة راعي أو وصي أو حارس. الكلب ذو الرؤوس الثلاثة سيربيروس، على سبيل المثال، كان يحرس مدخل العالم السفلي. العديد من الثقافات تربط الكلاب مع الموت وكذلك مع الحماية. يعتقد كل من المصريين القدماء والأزتيك في المكسيك أن الكلاب كانت تقود الموتى في رحلتهم عبر الحياة الآخرة. في بعض الأحيان، تظهر الكلاب في أدوار سلبية، مثل الكلب الجهنمي hellhound Garm في الأساطير الإسكندنافية أو الكلاب المقاتلة التي تنتمي إلى الإلهة اليونانية هيكات Hecate.

### الماعز

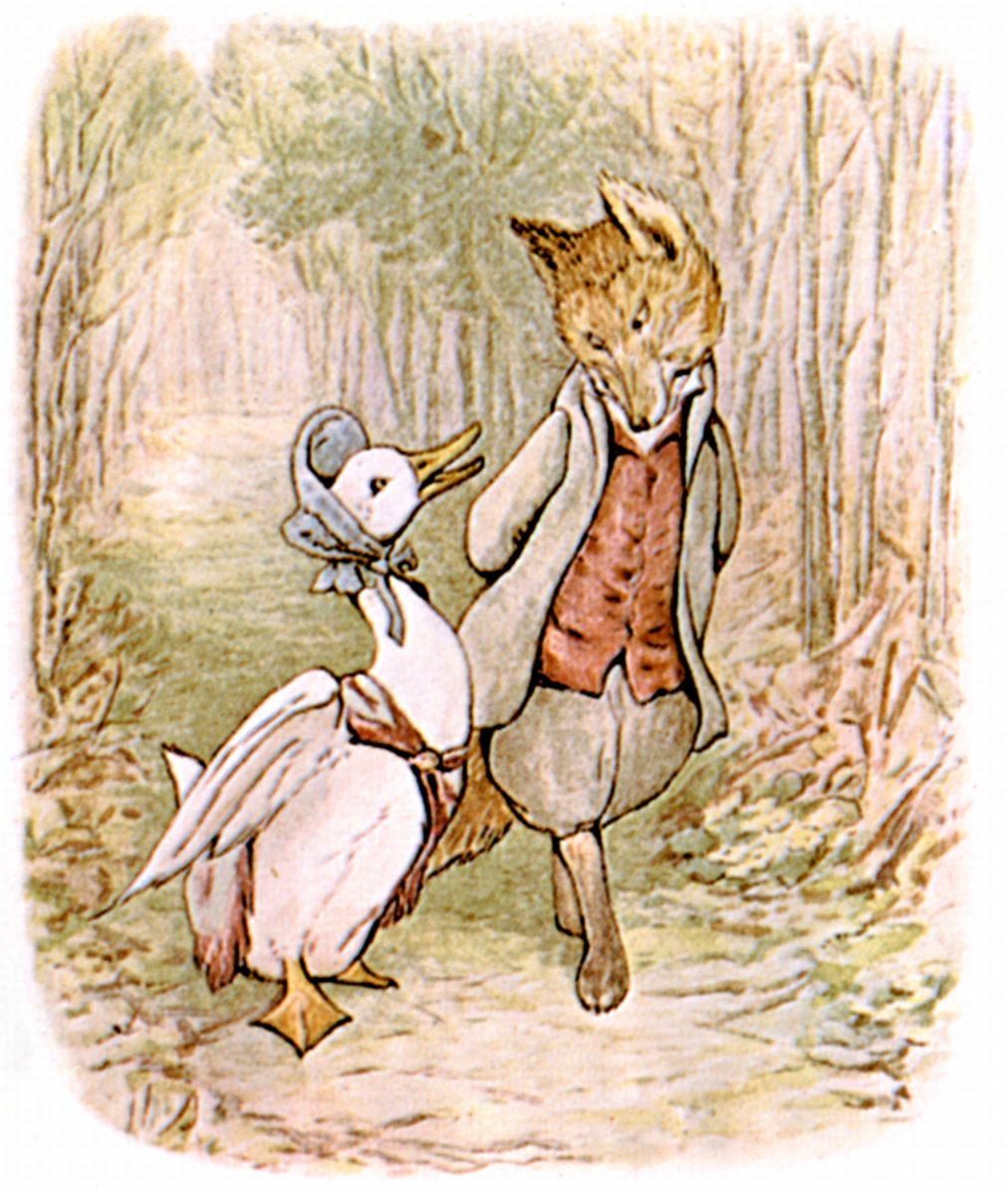
حكاية جيميما بود-داك، العمل الذي كتبه بياتريكس بوتر.

الماعز حيوان آخر له صفات إيجابية وسلبية. ترتبط الماعز الذكور سلبا مع الشهوة الجنسية العارمة أو الغير منضبطة، في حين تظهر الماعز الإناث كشخصيات تمثل الأم. في الأساطير اليونانية، رعت الماعز الإله زيوس عندما كان طفلاً رضيعًا. غالبًا ما ترتبط صور الماعز في الأساطير بالحياة الجنسية والخصوبة.

### الثعلب
الثعالب في الأساطير عادة ما تكون سريعة، ماكرة، ومتستر. تحكي الأساطير اليابانية عن أرواح الثعلب المسماة كيتسون التي يمكنها أن تتحول إلى أشخاص، وغالبًا ما تكون مخادعة، وتتمتع بسلطات السحرة. في مثال آخر على الطبيعة المزدوجة للحيوانات، تصور الأساطير اليابانية أيضًا الثعلب كرسول لإيناري، إله الأرز. اعتبر الرومان القدماء الثعالب شياطين النار، ربما بسبب فروهم المحمر. في الأساطير المسيحية، يرتبط الثعلب بالشيطان.

### الضفدع والفراشة
يظهر الضفدع في العديد من قصص التحول، على الأرجح لأنه يمر بتحول خاص به، من الشرغوف إلى الضفدع. حيوان آخر يخضع لعملية تحول مادي هو الفراشة، التي تبدأ الحياة كجرقة (يرقة كاتربيلر)، وتستقر في شرنقة، وتخرج كفراشة لنشر أجنحتها. الكلمة اليونانية للفراشة، النفس، هي أيضًا كلمة الروح، وفي الأساطير اليونانية كانت الفراشة هي رمز تحول الروح بعد موت الجسد.

## عالمية الحيوانات الأسطورية

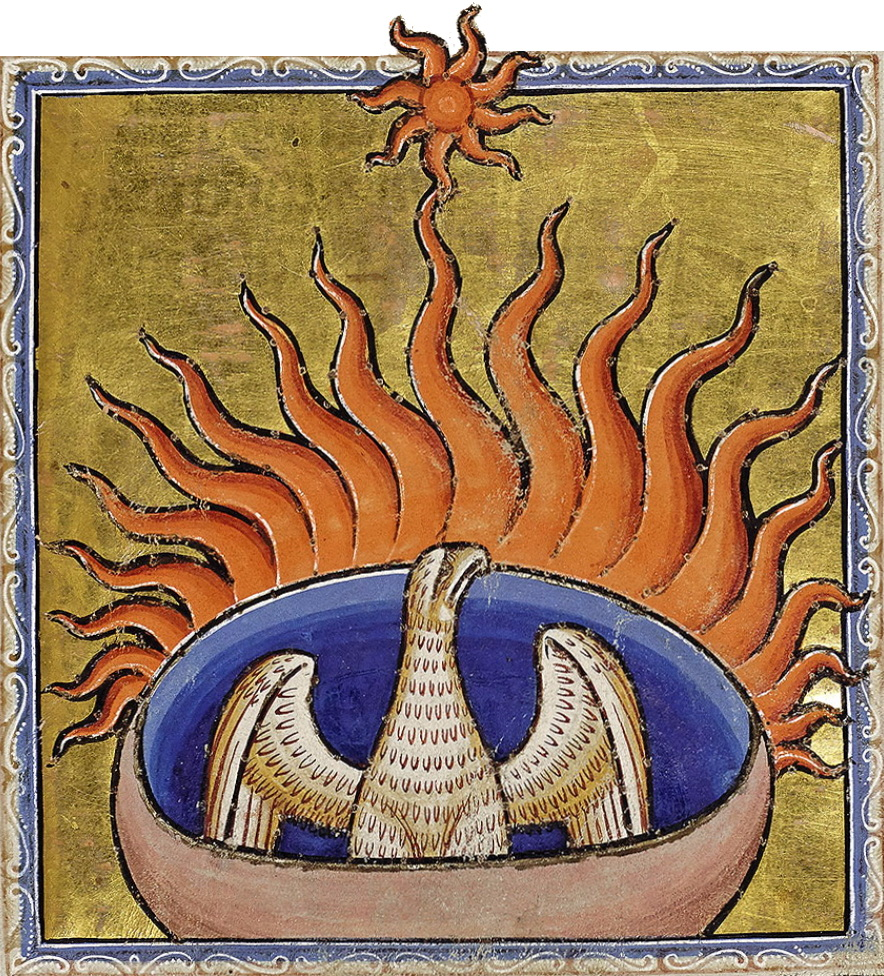
طائر الفينيق

حقيقة أن الحيوانات تلعب دورا في الأساطير لجميع الثقافات يدل على أهميتها العالمية للمجتمع البشري. كانت الحيوانات مصدرًا مهمًا للغذاء وعونا وحتى الرفقة للناس في كل مكان. كانت الحيوانات المستأنسة تمثل إيجاد مزرعة، على وجه الخصوص، والتي هي العمود الفقري للمجتمعات الزراعية، في حين اعتمدت المزيد من مجتمعات الصيادين الرحل على الحيوانات البرية كغذاء وجلود. على الرغم من أن الثقافات الحديثة تواصل استخدام الحيوانات لنفس الأغراض التي كانت تستخدمها منذ آلاف السنين، اعتمدت الثقافات القديمة اعتمادًا كبيرًا على الحيوانات للبقاء على قيد الحياة، وعاشت بالقرب من الحيوانات البرية على عكس البشر اليوم. هذا الاعتماد الشديد على الحيوانات والتقارب الجسدي معها، أدى إلى تقليد غني يتناقل شفهيا حيث أنها يمكن أن تقدم المساعدة وكذلك يمكنها أن تؤذي البشر. إنها توفر للناس الطعام، ولكن يمكن أن تكون خطرة أيضًا.
تمثل الحيوانات سر وقوة العالم الطبيعي، حيث أنها تمتلك القدرة على الإبداع والخلق وأيضا التدمير. قد تخدم الحيوانات أغراض إنسانية أو صفات بشرية (المقصود أنها تقدم حكمة أو تعلم البشر)، كما في حكايات المحتالين الأمريكيين من أصل أفريقي أو الأصليين أو خرافات رواة القصص الإسبان إيسوب (مثلا). في بعض الأساطير، تؤدي الحيوانات أفعالًا بطولية أو تعمل كوسطاء أو مبعوثين للآلهة والبشر. قد يكونون أيضًا مصدر حكمة وقوة الشامان، وهو شخص لديه اتصال بالعالم الروحي ويستخدم السحر لشفاء أفراد قبيلته.

## الفن والأدب والحياة اليومية

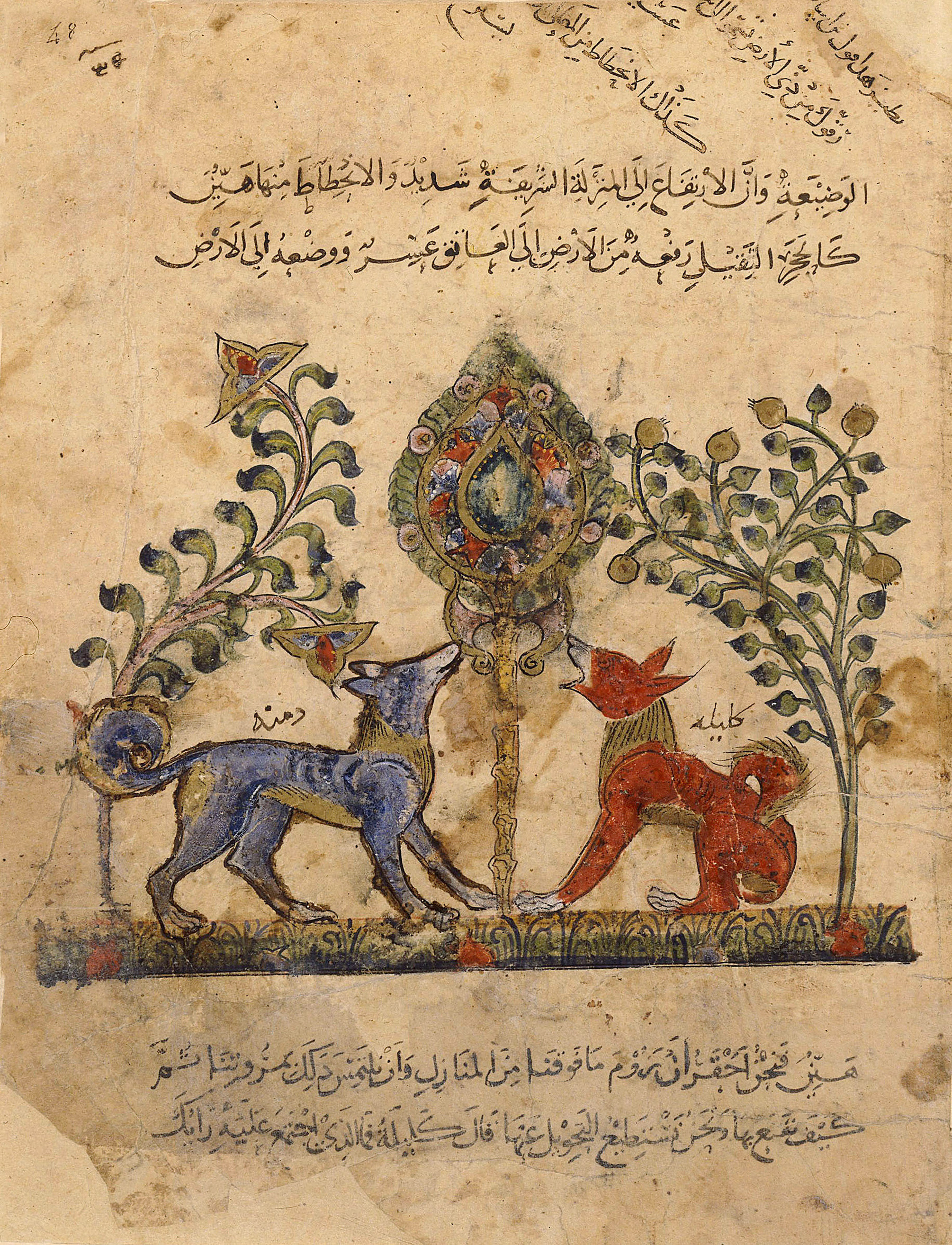
رسم من نسخة عربية لكتاب «كليلة ودمنة» تعود لسنة 1220م، يصوّر كلاً من «كَلِيلَة» و«دِمْنَة»، وهما اسمان أطلقا على اثنين من بنات آوى وقد ظهرا في عدد من قصص الكتاب.

لطالما كانت الحيوانات الأسطورية موضوعًا شائعًا في الفن والأدب، ربما لأنها لا تشبه كثيرًا أي كائنات أخرى تُرى في العالم الحقيقي. يستمر هذا الانبهار مع المخلوقات الأسطورية حتى يومنا هذا، مع قصص خيالية حديثة مثل سي إس لويس لويس ذا كرونيكلز أوف نارنيا (1950-1956)، وثلاثية لورد أوف تولينجز لورد أوف ذا رينغز (1954-1955)، وكتاب جي كي رولينغز هاري بوتر (1997) -2007) جميعها تتضمن المخلوقات الموجودة في الأساطير القديمة.
وكَلِيلَة ودِمْنَة هو كتاب يتضمّن مجموعة من القصص، ترجمَهُ عبد الله بن المقفع إلى اللغة العربية في العصر العباسي وتحديدًا في القرن الثاني الهجري الموافق للقرن الثامن الميلادي وصاغه بأسلوبه الأدبي مُتصرفًا به عن الكتاب الأصلي الفصول الخمسة (بالسنسكريتية: पञ्चतन्त्र؛ پنچاتنترا)‏. أجمع العديد من الباحثين على أن الكتاب يعود لأصول هندية، وكتب باللغة السنسكريتية في القرن الرابع الميلادي، ومن ثم تُرجم إلى اللغة الفهلوية في أوائل القرن السادس الميلادي بأمر من كسرى الأول.
تذكر مقدمة الكتاب أن الحكيم الهندي «بيدبا» قد ألّفه لملك الهند «دبشليم»، وقد استخدم المؤلف الحيوانات والطيور كشخصيات رئيسية فيه، وهي ترمز في الأساس إلى شخصيات بشرية وتتضمن القصص عدة مواضيع من أبرزها العلاقة بين الحاكم والمحكوم، بالإضافة إلى عدد من الحِكم والمواعظ. حينما علم كسرى فارس «أنوشيروان» بأمر الكتاب وما يحتويه من المواعظ، أمر الطبيب «برزويه» بالذهاب إلى بلاد الهند ونسخ ما جاء في ذلك الكتاب ونقله إلى الفهلوية الفارسية.

## الحيوان في التفكير الأسطوري العربي
بحث الحيوان في التفكير الأسطوري العربي لـ الأستاذ مصطفى بوخال / كلية العلوم الإنسانية والاجتماعية، جامعة تلمسان.

### العقل العربي في مرحلته الأسطورية

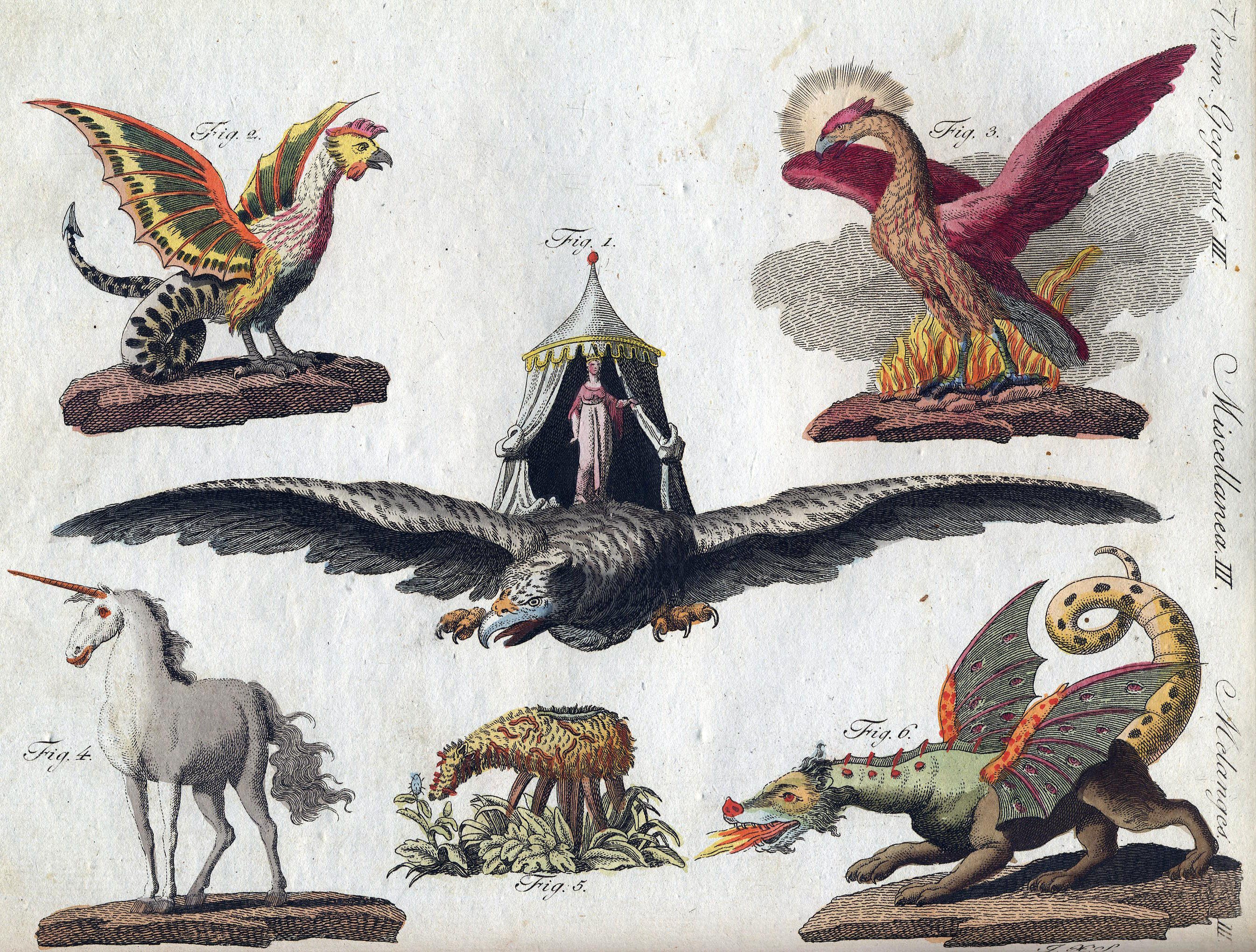
مجموعة حيوانات أسطورية.

لم تنج البيئة العربيّة من الممارسات الطفولية للعقل البشري في ساحة الخيال وميدان تفسير الظواهرالطبيعية، شأنها في ذلك مثل نظيرتها اليونانية، الهندية والفارسية، فقد عرفت أنواعا شتى من الأساطير والخرافات نال الحيوان فيها السّهم الأكبر إلاّ أنّنا نواجه صعوبات جمّة لتأكيد هذا الطّرح خاصّة أمام باحثين متعصّبين يزعمون ” أنّ العرب لم يعرفوا الأساطير، ذلك أنّهم لم يكونوا من أصحاب الملكات الخلاّقة  التّي تعتمد الخيال الواسع “، مع أنّ إطلالة سريعة على جواهر الشّعر الجاهليّ تنسف هذا الموقف من أساسه، ولعلّ السّبب في هذا الموقف الشّاذّ هو عدم فهم طبيعة العقلية العربية ومقارنتها بما أبدعه اليونان والفرس  من خيالات  وقد ردّ الأستاذ أحمد أمين على هذه الشّبهة بقوله : ” أمّا ضعف الخيال فلعلّ منشأه أنّ النّاظر في شعر العرب لا يرى فيه أثرا  للشّعر القصصيّ ولا التّمثيليّ، ولا يرى الملاحم الطّويلة التّي تشيد بذكر مفاخر الأمّة كإلياذة هوميروس وشاهنامة الفردوسيّ… ونحن مع اعتقادنا قصور العرب في هذا النّوع من القول نرى أنّ هذا الضّرب أحد مظاهر الخيال، لا مظهر الخيال كلّه. فالفخر والحماسة والوصف والتّشبيه والمجاز، كلّ هذا ونحوه من مظاهر الخيال”.
والمعوّق الآخر الذّي يواجهنا فيما طرحناه سابقا هو شحّ المصادر التّي تنير مغارات الخرافات وبقايا للأساطير التّي دوّنت سواء على الصّخور والألواح عن طريق النّقوش أو في بطون الصّحف والكتب، فأمّا الأولى فترجع ندرتها في قلّة البحوث والدّراسات الأنتروبولوجية  الخاصّة بالجزيرة العربية، وأمّا الثّانية فسبب قلّتها ضياع الكثير منها ونخصّ بالذّكر كتاب “الإكليل” لمحمّد الحسن بن داوود المشهور بالهمذاني الذّي ضاعت منه ثمانية أجزاء كاملة وقد اكتشف الجزء الثّامن منه و”الذّي يصف فيه قلاع اليمن القديمة وقصورها وجانبا كبيرا من حياتها الاجتماعية  ومعتقداتها” والجزء العاشر من نفس الكتاب “يتحدّث فيه الهمذاني عن قبائل اليمن مملكة سبأ وحمير التّي دان لها العالم أجمع منذ الألف الثّالثة قبل المسيح” ويذكر أنّ الجزء السّابع من بين الأجزاء المفقودة يتناول  فيه الكتاب الأساطير والخوارق – الحكايات المستحيلة – لليمن الغابرة.
وبهذا فنحن أمام فقدان حلقات كثيرة من التّراث الخرافيّ والأسطوريّ العربيّ. من أجل ذلك ولّى الباحثون وجوههم شطر الحضارتين اللّتين تماسّتا مع جزيرة العرب ونعني بهما مدنيّة الفرات ومدنيّة النيل، ولاشكّ أنّ العرب اختلطوا بهذه الشّعوب منذ غابر الأزمان كما يشير ” المؤرّخون في أنساب العرب إلى أنّ العربيّ والفينيقيّ والأشوريّ والبابليّ من أب واحد يؤيّد ذلك التّشابه في تركيب أجسادهم وعاداتهم” ومن ثمّ كان اللّجوء إلى “التّفتيش عن جذور الأساطير العربيّة عند هؤلاء الشّعوب – البابليين، الأشوريين، الكنعانيين – التّي توافرت عنهم بعض النّصوص والنّقوش”.
“فالجسم الأكبر من أساطيرنا وفلكلورنا أمكن العثور على قنوات منابعه الأولى عند السّومريين اللاّساميين الذّين توارثهم الأوائل من بابليين وأشوريين وسوريين وفينيقيين لبنانيين وعبريين وعرب من شبه الجزيرة من شماليين وجنوبيين”.
وبهذا فنحن نغرف من معين أساطيرنا وفلكلورنا العربي مما كتبه “ورواه العلماء والكتاب والرواة من العرب وغير العرب، مثل وهب بن منبه، والآلوسي، وعبيد بن شرية الجرهمي، وكعب الأحبار، ومحمد بن إسحاق، والدميري، والأزرقي، والبلخي، والقزويني، والهمذاني، والطبري، وابن قتيبة، وابن النديم وغيرهم …” ومن الكتب التي حفظت لنا تراثا هائلا  من الحكايات والخرافات: البيان والحيوان للجاحظ، والتيجان لوهب بن منبه، والإكليل للهمذاني  وحياة الحيوان الكبرى للدميري وبلوغ الإرب للأوسي و”كتاب الأيام الذي ألفه أبو عبيدة معمر بن المثنى –وهو مليء بالأساطير والحكايات الخرافية– ثم نثره في مجموعة النقائض بين جرير والفرزدق”.

### الحيوان في الأساطير العربية القديمة

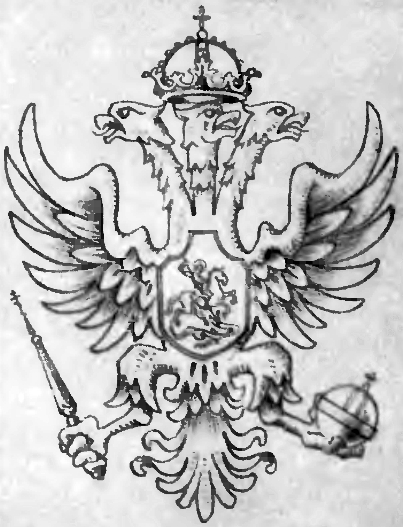
تصميم نسر ثلاثي الرؤوس يستخدمه مايكل الأول ملك روسيا.

إن المتتبع لجل الأساطير والخرافات العربية يجد أنها كانت على اتصال بالحيوانات، وهذا ليس بالغريب، إذا أمعنا النظر في طبيعة حياة العربي  الاجتماعية  في حله وترحاله وبيئته الصحراوية المفتوحة والموحشة التي جعلته يألف حيوانات فيحبها ويصفها في شعره، وأخرى يستوحش منها فيتوهم وجودها ثم يضفي عليها أوصافا وأشكالا غريبة تناثرت أخبارها في الشعر الجاهلي  والمدونات العربية المذكورة آنفا.
ومن الأساطير العربية أسطورة الخلق القريشية نسبة إلى قبيلة قريش في مكة، فهي تقول: “إن الله خلق الأرض على حوت ، والحوت في الماء ، والماء على ظهر صفاة ، والصفاة على ظهر ملك ن والملك على صخرة والصخرة في الريح…”.
والملاحظ أن العرب الأوائل استهوتهم الحيوانات الضخمة والوحشية الخارقة فانطبع ذلك في مخيلتهم وطقوسهم وانبنت على ذلك بعض معتقداتهم وأساطيرهم، ففي “خرافة قريشية متأخرة أن إبليس تغلغل إلى الحوت الذي على ظهر الأرض، فوسوس إليه، وقال: أتدري ما على ظهرك يا لوتيا من الأمم الدواب والشجر والجبال وغيرها، انك لو نفضتها أو ألقيتها عن ظهرك، لكان ذلك أريح لك” وقد نطق الحيوان بما حبلت به مخيلة العرب ومعتقداتهم حول قضايا وجودية طالما أعيت العقل البشري مثل الموت والقضاء، ويشبه ذلك “ما فسر به سليمان –عليه السلام- حديث الهدهد حين يقول: “إذا نزل القضاء عمي البصر” والنسر يقول:” يا بن آدم عش ما شئت فإنك ميت”، ويتواتر ذكر الهدهد في المأثور العربي لارتباطه بحادثة بلقيس ملكة سبأ مع النبي سليمان –عليه السلام- ولقب بذلك أبو الأخبار، وزعموا “إنّ القنزعة التي على رأسه ثواب من الله تعالى ما كان من برّه لأمه لما ماتت جعل قبرها على رأسه، فهذه القنزعة عوض عن تلك الوهدة” وفي ذلك يقول الشاعر أمية بن أبي الصلت:

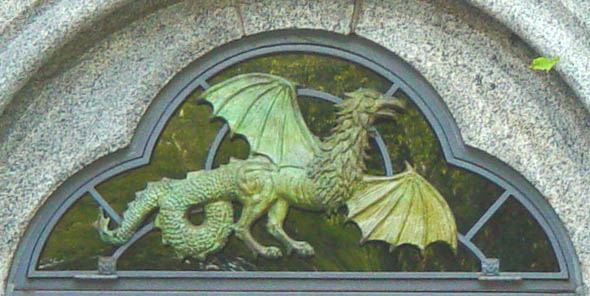
في قلعة بلفيدير (1869) في سنترال بارك في نيويورك.

ومثل هذه الخرافة ذكرت قبل ألف عام على لسان إيزوب في مسرحيات أريسطو فانيس حين قال: “لأنّ عقلك أعمى  لا يسال عن شيء لم يتعود التفكير  في إيزوب إذ يقول عن القبرة: ولدت قبل الأرض ثم مرض أبوها ومات، فقامت بكل الفروض الممكنة لإرقاد جثته، ولكنها لم تستطع أن تقدّم له قبرا في أي مكان، لأنّ الأرض لم تكن قد وجدت حتى ذلك الوقت، وأخيرا ساقتها الحاجة الملحة عندما جاء اليوم الخامس إلى أن تدفن أباها في رأسها، فيا لها من مخلوقة مسكينة …”.
ويرجع الباحث الأستاذ داود سلوم هذا التشابه بين أرسطو فانيس وأمية بن أبي الصلت والجاحظ إلى أصل عراقي قديم استقى منه كل منهم والعجيب إن البيت الأول من نصّ أميّة بن أبي الصّلت يحيل إلى عوالم أسطورية تذكرنا بالنصوص اليونانية التي تحكي بدايات الوجود الأولى وهو يتوحد معها ليمنح الهدهد رمزية إيجابية لا نجدها في المأثور الشعبي الفرنسي حيث “يرمز للطائر الأبله في القرون الوسطى والعبارة الفرنسية “طائر الهدهد OISEAU D’ HUPPE” كانت في القرن الخامس عشر تعني “غر DUPE” حيث كانت كلمة عامية قبل أن تدخل في اللغة الدّارجة.

شعار مكسيكي حربي

والنسر ككل طائر هو رمز الإعلاء الروحي وهو مثل “العقاب موقع سكناه عال جدا ويطير في الأعالي ويحلق بسمو، وفي العديد من مناطق العالم …، يعتبر العقاب طائر الرعد، وعقاب “زيوس[19] ZEUS” هو الرعد الشافي”، وتحكي أسطورة يونانية “أنّ غيمز الساقي ابن طرطوس ملك طروادة ، كان بديع الجمال فخرج يوما للقنص على جبل  فنزل زيوس –رب الأرباب – بهيئة نسر فاختطفه إلى السماء ، فأقام في أولمب واتخذه زيوس ساقيا له ، ولهذا سمي الدلو ” وفي نفس هذه الأجواء يحلق التفكير الأسطوري العربي ليحكي لنا “أن ” الغميصاء ” كانت هي و”سهيل ” و”الشعرى” في مجرة واحدة ، فانحدر سهيل والشعرى وعبر المجرة إلى اليمن، وبقيت الغميصاء وحيدة تبكي حزنا على فقدها سهيل –التي كانت تعشقه– حتى غمصت عيناها وكذا تبدو دائما في السماء أسيفة موجعة “.
وتنزل هذه الأسطورة من مستوى النجوم وأعالي الجبال إلى مضرب الأمثال حين يقال: “قد يقع بين الأخوين من الخلصاء ما وقع بين الشعريين العبور والغميصاء …” ومثل ما حدث لغيمز السّاقي اليونانيّ، تشير المصادر الأسطورية العربية أنّ الزّهرة كانت امرأة حسناء فصعدت إلى السماء  ومسخت كوكبا”، وتدل الأبحاث الحديثة التي عرضت للفكر المبكر للإنسان أنّ مدى التّشابه في عمليات العقل البشري –هنا وهناك– إنما يظهر في مثل هذه الرمزية الأسطورية التي عرضناها، فحينما يتعالى النسر إلى أعالي الجبال ويتوحد بزيوس كبير آلهة الإغريق في الأسطورة اليونانية، تتوحد رمزية النسر مع الدهر في الأسطورة العربية والتي كان بطلها الحكيم لقمان بن عاد الذي سبق ذكره في مدخل هذا البحث بوصفه مؤلف خرافات –fabuliste-  وقد وردت ” قصته في كتاب التيجان لوهب بن منبه بتفصيل مثير، حيث يدعو لقمان ربه أن يهبه طول العمر بقوله:
واستجاب الله لدعائه إذ سمع يوما هاتفا يناديه “أن قد أعطيت ما سألت، ولا سبيل إلى الخلود فاختر إن شئت سبعة بقرات من ظبيات عفر، في جبل وعر، لا يمسها قطر، وإن شئت بقاء سبعة أنسر، كلما هلك نسر أعقبه نسر. فكان اختياره بقاء النسور” وكان سابع النسور يدعى “لبد”  وفسر راوي هذه القصة “لبد” بمعنى الدهر، بل أن لقمان نفسه عرف “لبد” بالأبد، وما زال هذا المعنى متواتر إلى الآن على شفاه سكان المناطق الريفية من الغرب الجزائري تحت لفظ “لبدة” بمعنى “دائما”. ” فحين وافت المنية ذلك النسر السابع، وسقط مشرفا على الموت، ولم يطق أن ينهض، وتفسخ ريشه، هال لقمان  هولا عظيما، ووقع موته منه موقعا جسيما، وناداه: انهض لبد أنت الأبد” [28].

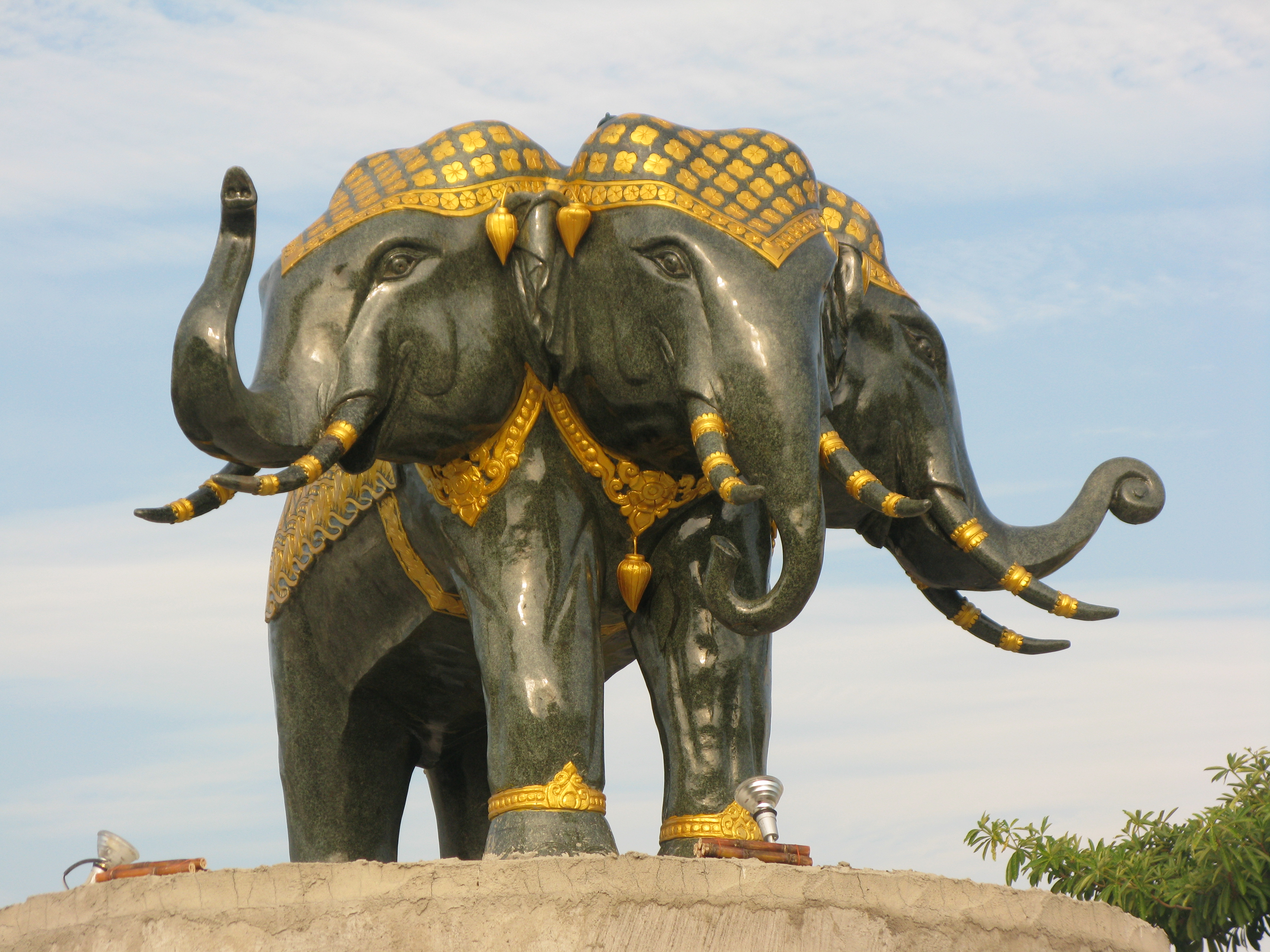
فيل ذو ثلاث رؤوس أسطوري من الهند

وتزداد أحوال الحيوانات وأوضاعها وثاقة بتفكير ومعتقدات العرب قديما، فطائفة منهم تزعم أن النفس طائر ينبسط في جسم الإنسان “فإذا مات أو قتل لم يزل مطيفا به متصورا له صورة طائر يصدح على قبره، فإن كان قتل ولم يؤخذ بثأره، نادت الهامة على قبره: اسقوني فإني صدية، وفي هذا قال شاعر جاهلي: 
”.

### الغول والسعلاة وإبداعات
ومن تصوّراتهم التي ملأت أشعارهم وأخبارهم، الجن والهواتف والغول والسّعلاة، والباحث عبد المعيد خان يقرر أن الجن والغول وأشباه ذلك ما هي إلا صنف من الحيوان في تصور العرب القدماء ويعزز هذا الرأي صاحب معجم الحيوان الذي يرجع كل هذه المخلوقات العجيبة التي سلبت عقول العرب إلى قرود حين يقول:
” للقرود في أساطير العرب شأن كبير ، فكانوا يروون عنها الرّوايات الغريبة وعدّوها من الجنّ أو المتشيطنة وما الغول والسّعلاة، والقطرب والبعيم إلاّ قرودا. وارتبطت الغول في التفكير العربي القديم بالتغول أي التلون والتغير مما يؤدي إلى الخوف والتوهم لذلك يذهب الجاحظ إلى أنه “اسم لكل شيء من الجن يعرض للسفار، ويتلون في ضروب الصور والثياب ، ذكرا كان أو أنثى وفي هذا يقول كعب بن زهير:
والغول مصدر الشر والفناء كما قال شاعر مجهول:
” وعامة الأعراب يزعمون أن الله تعالى  قد ملك الشياطين والعمار أن يتحولوا في أي صورة شاءوا، إلا الغول فإنها تتحول في جميع صورة المرأة ولباسها إلا رجليها فلابد أن يكونا رجلي حمار”وفي هذا المعنى يقول شاعر مجهول:
ولهذا التصور نظير في البيئة الأسطورية اليونانية تحت ما يسمى “بالمينوطور “MINOTAURE” ذلك الحيوان الخرافي الذي نصفه الأسفل نصف عجل  ونصفه الأعلى نصف رجل. وقد فرقت الأساطير والخرافات العربية بين الغول والسعلاة على نحو ما قال الشاعر :
فكان ممّا زعموا أن ” السعلاة نوع من المتشيطنة  مغايرة للغول وأكثر ما تكون السعلاة في الغياض وهي إذا ظفرت بإنسان ترقصه وتلعب به كما يلعب القط  بالفأر ”.
وأعجب ما أبدع العقل الأسطوريّ العربيّ ما توارثته الأخبار والمدونات العربية عن الشق والنسناس ، فكان ممّا زعموا “أن الحيوان النّاطق ثلاثة أجناس : ناس وبنتاس ونسناس ، وقالوا وجوههم على نصف وجوه النّاس، والشّقّ من المتشيطنة صورته نصف آدمي يظهر للإنسان في الأسفار فيفزعه ورّبما يقتله كما هو مشهور في الأشعار والمرويات أنّ علقمة بن صفوان نازل شقّا منازلة شديدة بعد أن خاطبه الشّقّ قائلا:
فردّ عليه صفوان بقوله:
فضرب كلّ واحد منهما صاحبه ، فخرّا ميّتين.

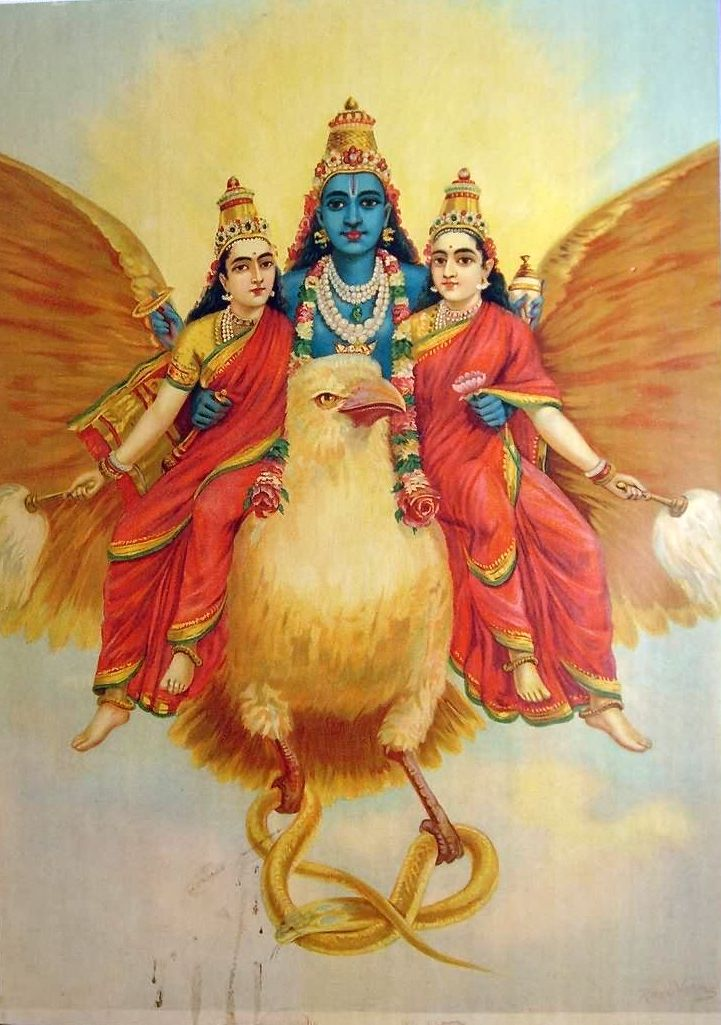
طائر أسطوري يحمل فيشنو.

ومن جانب آخر يرد ذكر الشق في ” كتاب التاريخ الطبيعي لبلنيوس الروماني وسماه MONOCOLUS” من لفظين يونانيين معناهما شق أي من” MONO” واحد و “COLUS” عضو” وسمى بلنيوس النسناس” SATYRUS”أي السطر، ونلحظ جليا تناصّ هذه الأوصاف مع جاء في حيوان الجاحظ أو غيره ممن دون إبداعات المخيلة العربية القديمة. إنّ منتهى القول في الغول والسّعلاة والجنّ أنّها من حيوان بحسب التّفكير الخرافيّ العربيّ ، لذلك “نرى الباحثين عن معنى الجنّ عند العرب أدخلوه في نوع من الحيوان متأثّرين بفكرة البادية وقالوا: إنّ الغول حيوان شاذّ.
وقد شغف العرب القدامى بظاهرة المسخ حتى قيل: إن بعضهم لا يأكل الضب معتقدين أنه شخصا مسخ، كما روى أن أحد الخلفاء رفض أن يأكل ضبا قدم له والضب محلل أكله ،” وقال : لا أدري لعله من القرون التي مسخت …”والظاهر أن فكرة المسخ كانت منتشرة في جزيرة العرب ويؤيد هذا ما يرويه المقريزي من مشهد خرافي يليق بالأجواء الأسطورية اليونانية  حين يتحدّث عن قوم في بوادي حضر موت ” يقال لهم ” الصيعر ” يسكنون القفر في أودية ، وفرقة منهم تنقلب ذئابا ضارية أيام القحط، وإذا أراد أن يخرج أحدهم من مسالخ الذئب إلى هيئة الإنسان وصورته  تمرغ بالأرض وإذا به يرجع بشرا سويا ”.
وهكذا غدت مثل هذه الأخبار والاعتقادات مواد لحكايات وقصص امتازت بالمتعة والجمالية على نحو ما نلفيه في مشاهد ألف ليلة وليلة من خلال حكاية “التّاجر  والعفريت” في الليلة الأولى من كتاب الليالي.

### الطوطمية في المخيال العربي القديم
اكتسب الحيوان عند العرب القدامى  قداسة  جعلت بعض الباحثين يؤمنون بوجود ” الطوتمية” [45] في وجهتها الدينية وفي بعض مظاهرها على الأقل وهي:
- القبيلة تتسمى باسم الحيوان.
- القبيلة تتخذ حيوانا أبا لها وتعتقد أنها سلالة منه.

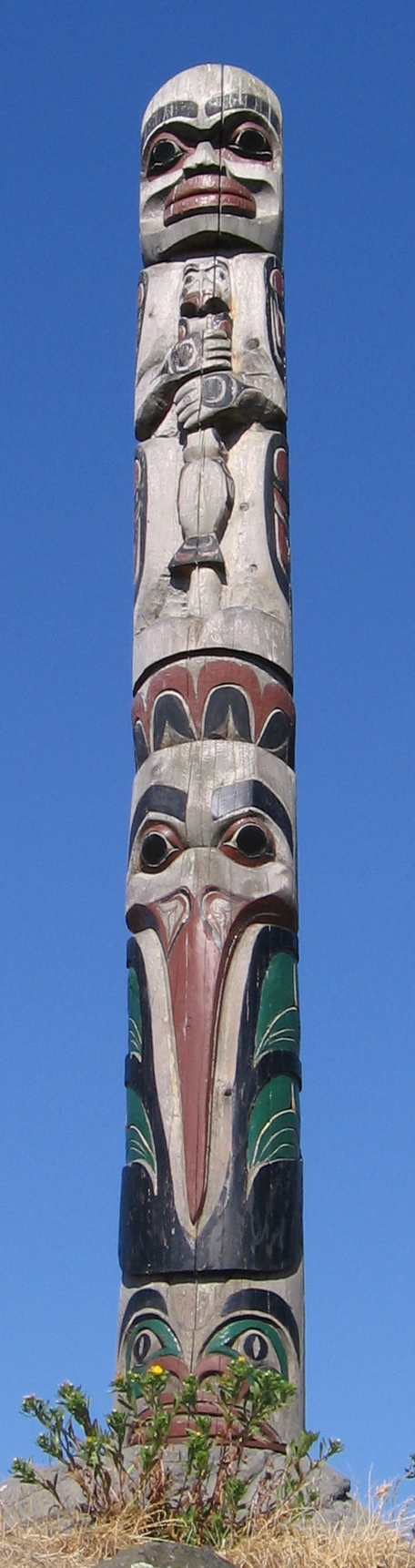
عمود طوطمي بفيكتوريا، كولومبيا البريطانية

ومن المشهور أن العرب كانت تتسمى بأسماء  الحيوانات سواء الأشخاص أو القبائل، وقريش أشهر قبائل العرب بمعنى ” الحوت ” ويقال أن “طوتمها الحوت” ومن القبائل: بنو أسد، بنو ضب، بنو فهد، بنو كلب، بنو حداء، بنو نعامة وغيرهم كثير، وفي تأويل هذه الأسماء رأيين على حد قول الباحث  عبد المعيد خان، الأول أن هذه الأسماء هي ألقاب لأشخاص تاريخية معروفة، ” مثال ذلك أن بني كلب اتخذوا لقبهم عن شخص تاريخي معلوم  وهو كلب بن وبرة بن ثعلبة جد قضاعة “. والرأي الثاني مفاده أن لهذه الأسماء معاني دينية لها علاقة بعبادة الحيوانات، وفي دلالة هذه الأسماء فإنهم كانوا يسمون الأولاد باسم الحيوان ظنا منهم أنه يحفظهم  من أعين الإنس والجن ، وهذا ما يسمونه ” بالنقير ” فقد قيل لأعرابي ” لم تسمون أبناءكم بشر الأسماء نحو كلب وذئب ، وعبيدكم أحسنها نحو مرزوق  ورباح ؟ فقال: إنما نسمي أبنائنا لأعدائنا ، وعبيدنا لأنفسنا ”.
وتأكيد للرأي الثاني فإن بعض قبائل العرب تسمت بأسماء آلهة كبني هلال وشمس وبدر والحيوانات التي تسمى بها البعض الآخر هي في الأصل كانت معبودة عندهم.
يروي الجاحظ حادثة  تشير إلى الاعتقاد بالعلاقة بأب حيواني كما هو معروف في الطوتمية حين يقول : ” قلت مرة لعبيد الكلابي وقد أظهر من حبّ الإبل والشّغف  بها ما دعاني إلى أن قلت: أبينها وبينكم قرابة ؟ قال نعم، خؤولة، إني والله ما أعني  البخاتي ولكنّي أعني العراب التي هي أعرب. قلت له : مسخك الله  تعالى بعيرا ، قال: الله لا يمسخ الإنسان على صورة كريم، وإنما يمسخه على صورة لئيم …”هذا ويزداد  تضخم الاعتقاد الأسطوريّ العربيّ بالقول بوجود نسب مع الجنّ الذي وصفوه  وصفا حيوانيا فقالوا عن بلقيس ملكة سبأ أنها من نسل الجن،  كما أن حروبا طويلة دامية وقعت بين قبائل الجنّ وقبائل الإنس من العرب، “منها حروب بني سهم الذين كانوا قد قتلوا ابن امرأة من الجن، عقب حجه وطوافه بالبيت فوقعت الوقيعة ، وقتل الجن من بني سهم خلقا كثيرين، وكان أن نهضت بني سهم وحلفاؤها ومواليها وعبيدها، وركبوا رؤوس الجبال وشعابها ، فما تركوا حية ولا عقربا ولا خنفساء ولا هامة  تدب على الأرض، إلا قتلوها …” وقيل أن الجن ضجت بما حدث فطلبت وساطة قريش وانتهى النزاع.

### الخاتمة
بعد هذه الجولة في فضاء المخيال العربي، نلاحظ حضورالحيوان بقوة في التفكير الأسطوري العربي، تشهد بذلك جل أشعار العرب وأمثالهم وحكاياتهم، كما أن هذا الإرث الأسطوري الحيواني انتقل من العصر الجاهلي إلى العصور الإسلامية التالية، اذ ساهم في اثراء الرمزية الحيوانية للمخيلة العربية وأغنى أدب الحيوان في المراحل التي أعقبت عصر البداوة العربية الأولى.
وبما أن المخيال العربي تربى وتطور في بيئة مفتوحة، فكان من الطبيعي أن يكون التراث الأسطوري والخرافي العربي قد تشكل نتيجة تداخل البيئة العربية مع بيئات أخرى مثل اليونانية، الفارسية والهندية. ونحن نلحظ ذلك جليا في بعض الأمثال والحكايات والاعتقادات التي نلفيها تتناص في أكثر من صعيد مع نظيراتها في البيئات الأخرى، مثل ظاهرة الشق في الأسطورة العربية وMonocolus في الميتولوجيا اليونانية.
إن ضخامة المنتج الفولكلوري والأسطوري الذي خلفه العقل العربي والذي دون في الأشعار والأمثال والحكايات ورسم على الصخور وفي المغارات يؤكد على حيوية العقل وسعة الخيال العربي، كما يوحي أن العربي عاش مرحلته الأسطورية الخاصة به والتي تتميز عن الأجواء الأسطورية اليونانية أو الخرافات الهندية. كما أن الحيوانات التي تربت في حظيرة التداول في الأداب الشعبية عبر الأمثال والحكايات قد أعطت صبغة الأصالة للأسطورة العربية رغم مشاركتها في بناء أساطير وخرافات عالمية بفعل التأثير والتأثر، ويمكننا أن نقرأ ذلك بوضوح في حكايات ألف ليلة وليلة التي تعد نص أسطوري عالمي بامتياز تتواجد فيه البصمة الخرافية العربية وهي ضاربة في جذور التفكيرالأسطوري العربي القديم.